# Leviea
Genre
Leviea est un genre d'araignées aranéomorphes de la famille des Salticidae.

## Distribution
Les espèces de ce genre sont endémiques de Nouvelle-Guinée orientale en Papouasie-Nouvelle-Guinée,.

## Liste des espèces
Selon World Spider Catalog (version 20.0, 17/05/2019) :
- Leviea francesae Maddison & Szűts, 2019
- Leviea herberti Maddison & Szűts, 2019
- Leviea lornae Maddison & Szűts, 2019

## Étymologie
Ce genre est nommé en l'honneur de Herbert Walter Levi.

## Publication originale
- Maddison & Szűts, 2019 : Myrmarachnine jumping spiders of the new subtribe Levieina from Papua New Guinea (Araneae, Salticidae, Myrmarachnini). ZooKeys, no 842, p. 85-112 (texte intégral).